# Tony Rabeson
Dans le nom malgache Rabeson Tony, le nom de famille précède le prénom, mais cet article utilise l’ordre habituel en français Tony Rabeson, où le prénom précède le nom.
Tony Rabeson, né en 1958,  est un batteur de jazz et chef de formation franco-malgache né à Antananarivo (Madagascar). 
Au cours de sa carrière, essentiellement en tant que sideman, il a accompagné un grand nombre de célébrités du jazz allant de Toots Thielemans à Joe Lovano,  en passant par Lee Konitz, Kenny Wheeler, Steve Swallow, Michel Portal, Eddy Louiss, Martial Solal, Maurice Vander, Christian Escoudé, Tania Maria, sans oublier les compagnons avec qui il a le plus souvent voyagé et enregistré au cours des deux dernières décennies : Henri Texier, Éric Le Lann, Olivier Hutman, Andy Emler, Louis Winsberg, Baptiste Trotignon, Mario Canonge, Bojan Z, Laurent Larcher, David Linx, Olivier Bogé, Marc Bertaux, Dimitri Dourantonis, et, bien sûr Lalao et Jeanot Rabeson.
Il a également côtoyé au début de sa carrière les batteurs Kenny Clarke, Sam Woodyard et Philly Joe Jones dont il a beaucoup appris.
Son jeu d’une très grande rigueur rythmique, ses roulements de tambours et son swing aérien et coloré, s'inspire des joueurs d’amponga (tambours)  du hira gasy. Selon Henri Texier, Tony Rabeson « …ne joue pas de la batterie, il fait chanter ses tambours » .

## Une enfance précoce à Madagascar
Tony Rabeson est le fils du pianiste de jazz de renom Jeanot Rabeson qui fait partie des plus grandes figures du jazz malagasy de sa génération.
En même temps qu’il lui enseigne les rudiments du jazz, son père plonge Tony Rabeson très tôt dans la pratique professionnelle puisque dès huit ans, Tony l’accompagne à la batterie dans les clubs de jazz d’Antananarivo.
Ainsi, étant presque né avec deux baguettes à la main, Tony Rabeson les a finalement peu quittés tout au long de sa vie. Son enfance et son adolescence se passent dans l’ambiance à la fois chaleureuse et feutrée des clubs de jazz de la grande île qui, à la même époque, ont vu naître au moins deux autres enfants précoces du jazz en la personne du guitariste Dimitri Dourantonis qui joue avec Tony dès l’année 1966 -année à laquelle les deux enfants passent à la télévision nationale- et du multi-instrumentiste Serge Rahoerson qui à 14 ans (en 1961) accompagne à la batterie les frères Rabeson Jeanot et Dédé au 2e Festival de Jazz d’Antibes-Juan-les-Pins (dont la première édition 1960 fut le premier festival européen de jazz).

## Arrivée en France et virée africaine avecEddy Louiss
Tony Rabeson débarque en France à l’âge de 20 ans. Il est aussitôt repéré par Eddy Louiss qui l’emmène avec lui pour une tournée en Afrique, en compagnie du bassiste Sylvin Marc, d’origine malagasy lui aussi, qui fera aussi carrière dans les milieux du jazz et de la variété française. Au retour d’Abidjan –leur pied à terre africain- le groupe enregistre l’album Histoire sans paroles (vinyle 33 tours) aux accents afro-jazz-funk et soul jazz devenu un grand classique très recherché par les inconditionnels d’Eddy Louiss, de Tony Rabeson et de Sylvin Marc.

## Tony Rabeson sideman apprécié et recherché
Les qualités humaines de Tony Rabeson, son sérieux et sa discrétion [réf. nécessaire], lui valent d’être apprécié par des leaders français internationalement reconnus tels que : le guitariste Christian Escoudé, les pianistes Martial Solal et Olivier Hutman, le trompettiste Eric Le Lann et le bassiste Henri Texier qui l’engagent comme batteur dans leurs différentes formations successives. Ces collaborations aboutiront à de nombreux albums et des tournées internationales. Il a également accompagné le chanteur Éric Vincent dans la plupart de ses enregistrements.
Le 24 février 1979, il accompagne sur scène Tania Maria lors du festival Jazz à Courchevel avec Marc Bertaux à la basse.
En 1982 Il enregistre en compagnie de Toots Thielemans et Christian Escoudé l'album Christian Escoudé Group featuring Toots Thielemans.
L'année suivante, il enregistre l'album Six Songs (1983) aux côtés d'Olivier Hutman.
En 1986, il intègre le quartet d’Eric Le Lann avec qui il enregistre l’album I Mist You en compagnie d’Olivier Hutman et de Cesarius Alvim. Ils se produiront ensuite dans de nombreux festivals : Nice, Paris, Nancy Jazz Pulsations, Porto, Lisbonne, etc.
Il rejoint en 1992  la formation Azur Quartet d’Henri Texier, en compagnie du jeune pianiste Bojan « Z » Zulfikarpasic et du tromboniste Glenn Ferris. Outre de nombreuses tournées, cette collaboration aboutira à l’album An Indian's Week en 1993 (avec la participation du clarinettiste Louis Sclavis et du saxophoniste, clarinettiste et compositeur Michel Portal). Il rejouera de nouveau deux ans plus tard dans le septet d’Henri Texier pour la sortie de l’album Mad Nomads en 1995, en compagnie de Bojan Z et du saxophoniste Julien Lourau notamment  .
Il tourne en 1997 avec le quartet d'Henri Texier dans de nombreux festivals français : Nancy Jazz Pulsations, Paris Parc Floral, Albi, Grenoble, Amiens.
En 1998, Tony Rabeson rejoint le trio créé par Baptiste Trotignon (qui a alors 26 ans) en compagnie du contrebassiste Nicolas Clovis. Leur premier opus Fluide  (2000) remporte un Djangodor en mars 2001. Le même trio sort l’année suivante son second disque Sightseeing (2001) à qui le magazine Jazzman attribue un « Choc de l’année »,  et pour lequel Baptiste Trotignon obtient le Prix Django Reinhardt de l’Académie du Jazz en décembre 2001. Le trio se produira dans de nombreux festivals dont Marciac, Montréal, La Villette, Vienne et Nice.
Il joue à la même époque avec Éric Le Lann dans un trio qui intègre un jeune saxophoniste malgache de 23 ans, Nicolas Vatomanga, avec lequel ils se produisent dans les clubs parisiens. Un autre jeune ami malgache de Nicolas Vatomanga de passage à Paris, le pianiste Silo Andrianandraina (24 ans à l'époque) viendra également le rejoindre en jam session. De là nait leur projet de jouer ensemble au festival Madajazzcar. Les trois compères s'y retrouveront effectivement à différentes reprises : en 2006 dans un quartet avec le bassiste Tôty, en 2009 dans le "Rare Trio" de Tony Rabeson.
En 1999 avec le Henri Texier Trio, il participe, lors du Festival International du Film d’Amiens, à l'enregistrement de la musique originale d’un ciné-concert autour du film de Jean-Louis Bertuccelli : Remparts d’Argile. Il se produit en France et en Italie au sein de ce même trio.

## Débuts en tant que leader
Réalisant un projet qui lui tenait à cœur depuis fort longtemps, Tony Rabeson crée en 2003 son trio et enregistre en compagnie de son complice d’enfance, Dimitri Dourantonis, l’album Angidina. Le titre suggère le bruissement des ailes de la libellule (angidina en malagasy) qui, d’une part, résume assez bien le jeu léger, éthéré et subtil de Tony Rabeson et, en même temps, s’inscrit dans la tradition des hauts plateaux et du Sud de la grande île (et qu'on retrouve également en Asie du Sud Est) pour laquelle la musique et la danse peuvent suggérer un voyage aérien et sont une imitation du vol des oiseaux. Depuis, le groupe se produit dans de nombreux clubs et festivals européens.

## Distinctions
Tony Rabeson remporte, aux côtés de Baptiste Trotignon, un Djangodor, puis une récompense au Midem de Cannes en 2002.

## Discographie

### En tant que leader
- 2003 : Angidina (avec Dimitri Dourantonis) – Giant Step

### En tant qu'arrangeur
- Avec Henri Texier
  - 1993 : An Indian's Week - Label Bleu

### En tant que batteur
- Avec Eddy Louiss
  - 1977 : Histoire sans paroles (vinyle) – Goss
- Avec Toots Thielemans et Christian Escoudé
  - 1982 : Christian Escoudé Group Featuring Toots Thielemans (vinyle) - JMS Records
- Avec Olivier Hutman
  - 1983  : Six Songs (Vinyle - réédité en CD) – JMS Records
  - 1987  : The Man With The Broken Tooth (Vinyle) - Cerise
- Avec Laurent Cokelaere
  - 1985 : Minigruel En Concerte (Vinyle) - Carrere
- Avec Eric Le Lann
  - 1986  : I Mist You (vinyle)  –  Blue Silver
- Avec Zool Fleischer
  - 1986 : Picnic Tragic (vinyle) - Ecorce
- Avec Jean-Pierre Llabador
  - 1987 : Brussels (vinyle) - Ausfahrt
- Avec Louis Winsberg
  - 1989 : Apassionata  –  Label nuit
- Avec David Linx
  - 1989 :  Bandarkâh  –  Label nuit
- Avec Andy Emler
  - 1990 :  Megaoctets –  Label nuit
  - 1992 : Headgames –  Label nuit
- Avec Henri Texier
  - 1993 : An Indian's Week - Label Bleu
  - 1995 : Mad Nomads –  Label Nuit
  - 1995  : Mozaïc Man –  Label Bleu
  - 2002 : Strings Spirit - Label Bleu
  - 2002 : Mad Nomads –  Label Bleu
- Avec Michel Portal
  - 1995  : Cinéma –  Label Bleu
- Avec Junko Onishi
  - 1995  : Piano Quintet Suite – Universe
- Avec Baptiste Trotignon
  - 2000  : Fluide – Naïve  (Djangodor 2000)
  - 2001 : Sightseeing – Naïve (Prix Django Reinhardt 2001 pour Baptiste Trotignon)
- Avec Denis Colin & La Société des Arpenteurs
  - 2009 : Subject to Change - Le Chant du Monde
- Avec Laurent Larcher et Mario Canonge
  - 2009 : Rising – Cristal Records
- Avec Éric Vincent 
  - 2012 : L'or de l'Instant - CD Baby

### Presse
- Malagasy Trio. Angidina. CD Revue. Jazzman, 2003.